# Ctenotus iapetus
Ctenotus iapetus (півострівний гребневухий сцинк) — вид сцинкоподібних ящірок родини сцинкових (Scincidae). Ендемік Австралії.

## Поширення і екологія
Півністрівні гребневухі сцинки мешкають на Північно-Західному півострові та в сусідніх районах Західної Австралії. Вони живуть на піщаних рівнинах і дюнах, порослих спінніфексом.